# Repêchage de la Ligue majeure de baseball
Ne doit pas être confondu avec Repêchage (compétition sportive), ballottage (sport) ou repêchage de règle 5.
Le repêchage de la Ligue majeure de baseball, couramment appelé repêchage amateur ou repêchage d'entrée (officiellement Major League Baseball First-Year Player Draft ou parfois Rule 4 draft en anglais) est le mécanisme principal par lequel les joueurs de baseball amateurs provenant des universités, collèges et écoles secondaires des États-Unis, du Canada ou des territoires des États-Unis tel Porto Rico, sont assignés aux 30 clubs professionnels composant la Ligue majeure de baseball.
L'ordre de repêchage est déterminé par les résultats des équipes durant la saison régulière de l'année précédente, le club ayant terminé en dernière position du classement choisissant en premier. Des choix compensatoires sont aussi attribués, sous certaines conditions, à certains clubs pour les dédommager de la perte de joueurs devenus agents libres et ayant récemment signé un contrat avec une autre équipe. Jusqu'en 2004, un système d'alternance entre la Ligue américaine et la Ligue nationale (les deux composantes du baseball majeur) attribuait le premier choix. Par exemple en 1987, Seattle (Ligue américaine) eut le premier choix avec 68 victoires, et Pittsburgh (Ligue nationale) le second malgré 64 victoires.
Le premier repêchage amateur est tenu en 1965. Contrairement aux autres sports professionnels nord-américains, le repêchage du baseball majeur est tenu durant la saison, durant le mois de juin. Il est aussi considérablement plus long : selon la convention collective actuellement en vigueur entre la MLB et l'Association des joueurs, il se tient sur 40 tours de sélection, auxquels s'ajoutent les choix compensatoires. Par exemple, en 2015, un total de 1 215 joueurs de baseball ont ainsi été réclamés sur 42 tours de sélection. À titre comparatif, 256 ont été réclamés sur 12 rondes dans la NFL (football américain), 211 sur 7 tours au repêchage d'entrée de la LNH (hockey sur glace), 84 sur 4 tours à la MLS SuperDraft (soccer) et seulement 60 sur deux tours de sélection à la draft de la NBA (basket-ball).

## Procédures et règlements
Le repêchage se déroule annuellement sur 3 jours à Secaucus dans le New Jersey, dans les 10 premiers jours du mois de juin.

### Joueurs admissibles
Pour être admissible au repêchage amateur, un sportif doit remplir les critères suivants :
- Être résident des États-Unis, du Canada ou de l'un des territoires des États-Unis, tel Porto Rico. Les joueurs des autres pays ne sont pas admissibles, mais peuvent être mis sous contrat s'ils ne sont pas joueurs amateurs dans l'un des États susmentionnés.
- Ne jamais avoir signé un contrat professionnel avec un club de la Ligue majeure de baseball ou des ligues mineures de baseball.
- Les joueurs de l'école secondaire ne sont admissibles qu'après leur graduation, et s'ils ne sont pas encore allés au collège ou à l'université.
- Un joueur au collège ou à l'université inscrit dans un programme d'études de 4 ans est éligible après avoir complété son année « junior » (3e année dans le système éducatif américain), ou encore après son 21e anniversaire de naissance.
- Les joueurs des collèges dit « junior » et des collèges communautaires peuvent être repêchés en tout temps.

### Droits de négociation
Depuis 2012, la date limite pour mettre sous un contrat un joueur repêché en juin est le 15 juillet suivant. Passé cette date, le joueur peut être repêché à nouveau lors d'une année subséquente, s'il remplit toujours les critères d'admissibilité. Une équipe ne peut repêcher deux fois le même joueur si celui-ci ne lui accorde pas la permission.